# Pico Viejo
Le Pico Viejo ou Montaña Chahorra est un volcan d'Espagne situé sur l'île de Tenerife, dans les îles Canaries. Son altitude de 3 129 mètres le classe deuxième sommet de Tenerife et des îles Canaries, après le Teide.
Le Pico Viejo a été le théâtre de la dernière éruption à l'intérieur de la caldeira de las Cañadas. Du 9 juin au 14 septembre 1798, une éruption volcanique de force 3 a eu lieu sur son flanc. Cette éruption a provoqué une importante coulée de lave et est à l'origine des Narices del Teide (« narines du Teide »), les deux cratères secondaires visibles sur le flanc du volcan.

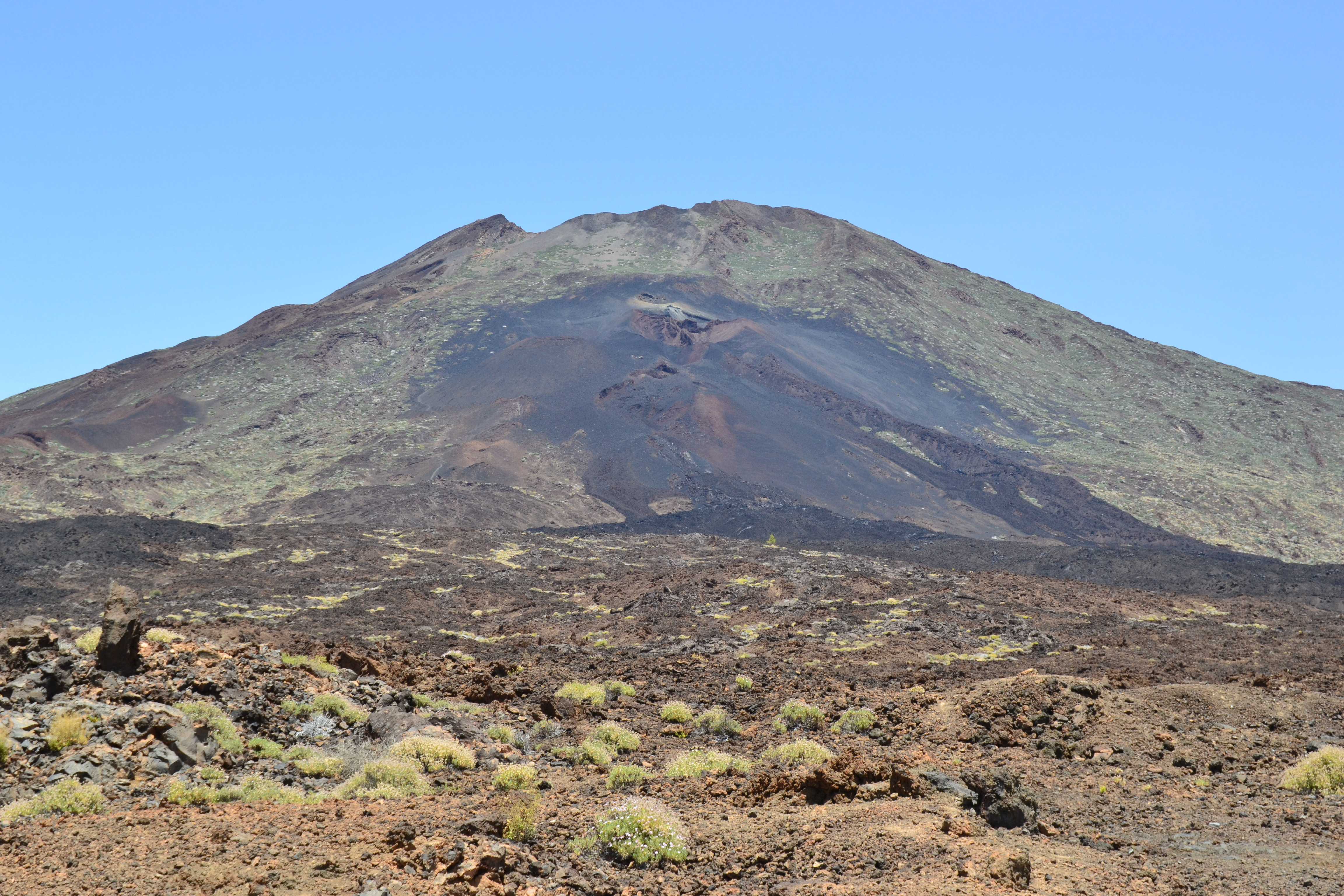
Le Pico Viejo avec les cratères secondaires Narices del Teide visibles sur son flanc.